# Bartłomiej Jurecki
Bartłomiej Jurecki (ur. 9 maja 1985 w Zakopanem) – polski fotograf.
Jest absolwentem Krakowskiej Szkoły Artystycznej i Państwowej Wyższej Szkoły Filmowej, Telewizyjnej i Teatralnej w Łodzi, gdzie uzyskał tytuł magistra fotografii. Jest laureatem konkursów: La Grande Photo International Photography Awards (3X), Grand Press Photo (3X), FEP European Professional Photographer of the Year (2X), BZ WBK Press Foto (7X), Leica Street Photo, International B&W Photography Contest Monochrome Awards (4X), International Photography Awards (7X), National Geographic Polska (2X), Fotoreporter Roku 2015, SGL Local Press (3X), Dziennikarz Małopolski, National Geographic Traveler Photo Contest. Jest też finalistą konkursów: Kuwait Grand Photographer Contest (2X), Event Photographer Awards (3X), Prasowe Zdjęcie Roku (2X), Konkursu im. Erazma Ciołka (2X) i Konkursu im. Eugeniusza Lokajskiego organizowanych przez Stowarzyszenie Dziennikarzy Polskich. Na co dzień pracuje w Tygodniku Podhalańskim, agencji Getty Images Poland i wykłada (reportaż) w Krakowskiej Szkole Artystycznej.